# Livebox
Ne doit pas être confondu avec Live Box.
La Livebox est un appareil électronique fourni par le fournisseur d'accès à Internet Orange (anciennement Wanadoo) à ses abonnés ADSL et FTTH en France, au Royaume-Uni, en Belgique, en Pologne, aux Pays-Bas, en Suisse, en Espagne, en Côte d'Ivoire, au Sénégal, en Tunisie et à ses abonnés WiMAX au Cameroun. La Livebox est commercialisée sous le nom de FunBox dans certains pays comme la Pologne, la Côte d'Ivoire et le Sénégal. Elle permet de bénéficier du triple play. La Livebox est produite depuis 2004, par Thomson (depuis le rachat d'Inventel en 2005) ou Sagem (appelé en urgence pour pallier les faibles moyens de production d'Inventel). Fin 2009 le parc de Livebox s'établit à 8,8 millions, contre 5,2 à la fin de 2007. Mais seule la France offre les modèles des deux constructeurs ; le Royaume-Uni, l'Espagne, et la Belgique sont exclusivement Inventel, les Pays-Bas et la Pologne uniquement Sagem.
Cet appareil sert principalement de modem ADSL et de routeur Ethernet et Wi-Fi, mais permet aussi aux opérateurs de proposer des services ajoutés utilisant le support ADSL, comme la télévision (via un décodeur externe en option) ou la téléphonie (via une prise RJ-11 ou RJ-45 sur les Livebox 1.2).
La Livebox permet d'offrir sur un support unique plusieurs types de terminaux, donc plusieurs types de services : téléphone (téléphonie VoIP), micro-ordinateur (accès Internet), téléviseur (télédiffusion, bouquets de programmes, vidéo à la demande…) via un décodeur externe en option. En ce sens, il s'agit de bien plus qu'un simple modem ADSL qui n'est qu'une interface entre un ordinateur et Internet. La Livebox est louée aux abonnés ou vendue hors abonnement ; elle est livrée avec des accessoires (câbles, filtres…). L'indemnité due en cas de non-restitution (si location) est de 100 à 130 euros pour le modem routeur et de 2 à 12 euros pour les accessoires.
L'offre de téléphonie via Livebox propose différents services dont des forfaits illimités vers les numéros fixes et mobiles en France métropolitaine et certaines destinations internationales selon le forfait ADSL souscrit.

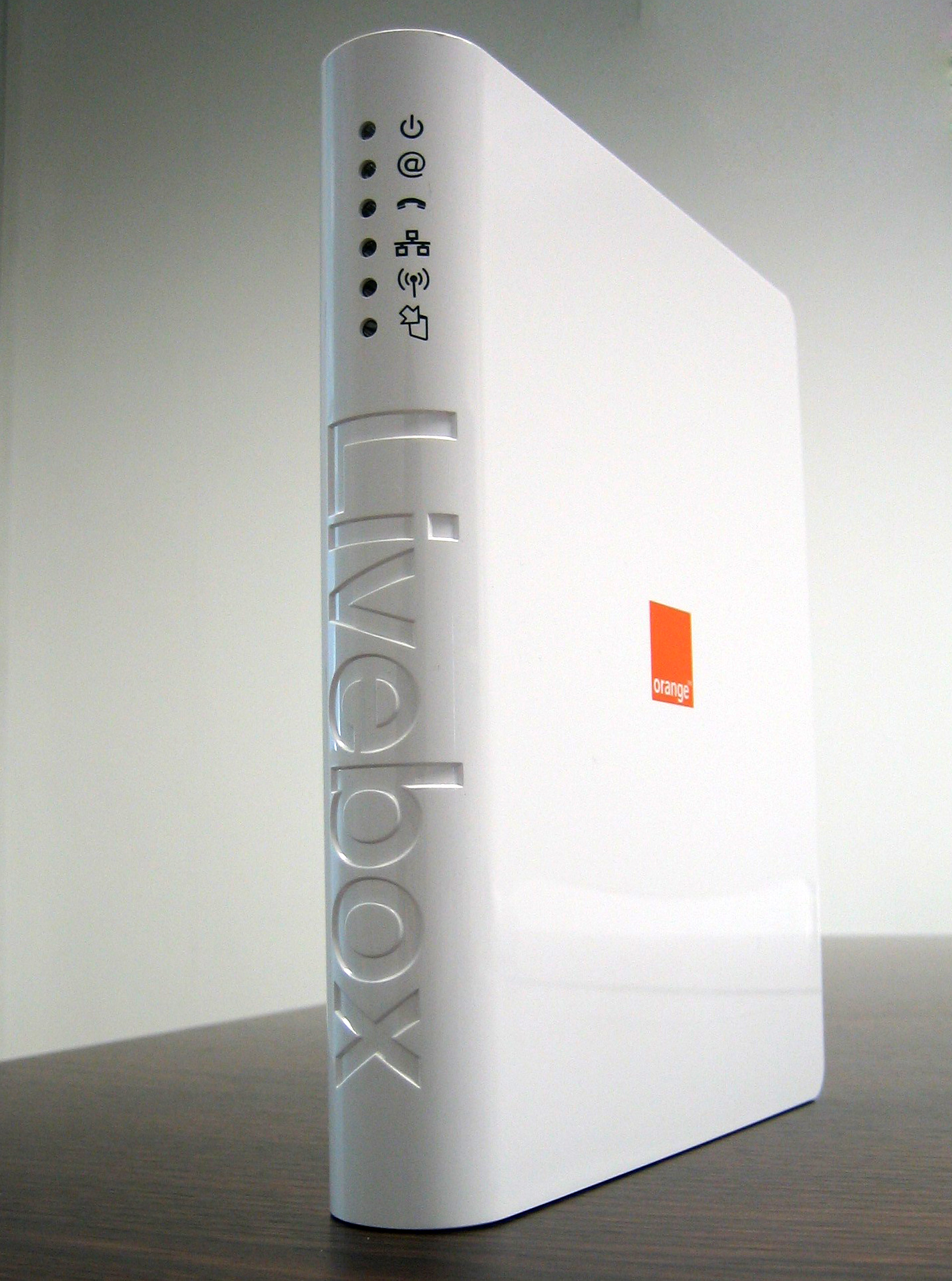
Livebox 1.2

## Caractéristiques techniques

### Livebox 1.0
- La norme Wi-Fi 802,11 g assure une connexion avec un débit plus important entre les différents ordinateurs. L'ancienne norme 802.11b reste cependant supportée par la Livebox.
- Les deux Livebox sont sensiblement différentes, tant pour le hardware (2 ports USB, 1 port PC-card, sur l'Inventel par exemple), que pour l'interface de paramétrage. Malgré de nombreuses évolutions l'interface de la Sagem reste très en deçà de celle d'Inventel, pourtant quasiment inchangée depuis son lancement.
- Sur les Livebox Sagem, à l'installation, seul le WEP était utilisé, il fallait une configuration de l'utilisateur (non triviale) pour utiliser une meilleure technologie d'identification (WPA). Les mises à jour récentes du logiciel interne de la Livebox (firmware) utilisent le WPA par défaut.
- Une compatibilité avec les dernières technologies sans fil (Wi-Fi, bluetooth).
- Une compatibilité avec des services de télévision par ADSL.
- Système d'exploitation utilisé : Pour la version Sagem : D'abord VxWorks puis Linux avec quelques versions où les deux systèmes cohabitent (grâce à l'utilisation d'un hyperviseur développé en interne), le noyau Linux étant une version modifiée du noyau 2.4.18, puis 2.6.15. La version Thomson utilise uniquement Linux actuellement 2.6.12.6.

Bien que sous GPL, une partie seulement du code source est disponible sur le site ouvert à cet effet par Orange en décembre 2009 ; Orange ne respectait pas en cela la licence des logiciels utilisés.

### Livebox 1.1

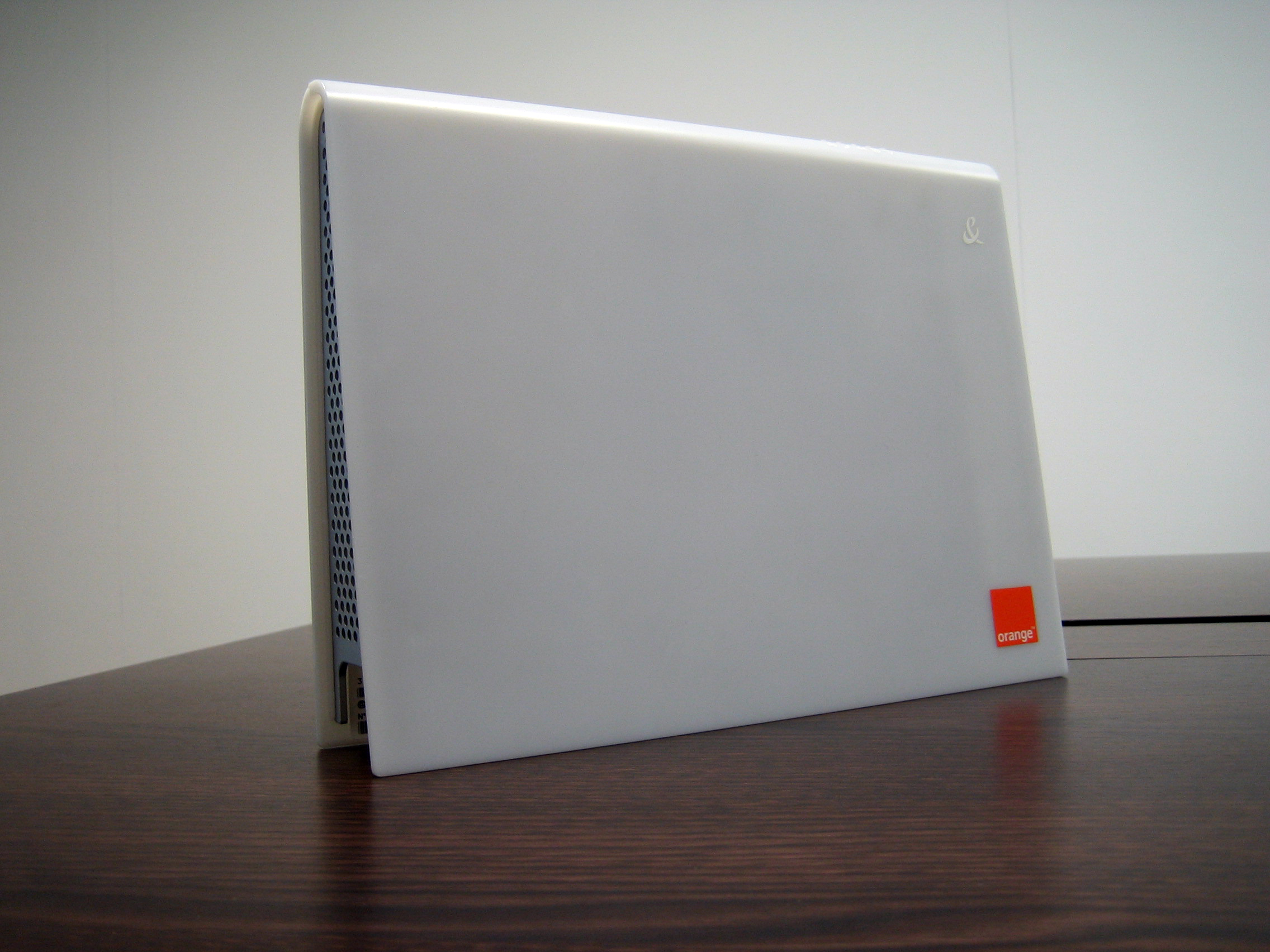
Livebox 1.1 fabriquée par Sagem

Pas de réel changement par rapport à la précédente, cette version n'a pas de fonction bluetooth car cela provoquait des interférences avec le Wi-Fi, et est plus évolutive.
Le câble de raccordement USB, la rallonge USB et l'adaptateur Wi-Fi USB ne sont plus fournis à partir de cette version, la raison invoquée par Orange est la prépondérance des modes de connexion ethernet (par rapport à USB) et le support de plus en plus important du Wi-Fi sur les nouveaux portables du marché.
Cette pratique permet à Orange d'augmenter sa marge sur la location de la Livebox, le tarif de location restant le même en dépit du retrait de ces accessoires. De plus Orange propose de fournir ces accessoires de manière payante.

### Livebox 1.2 (Mini)

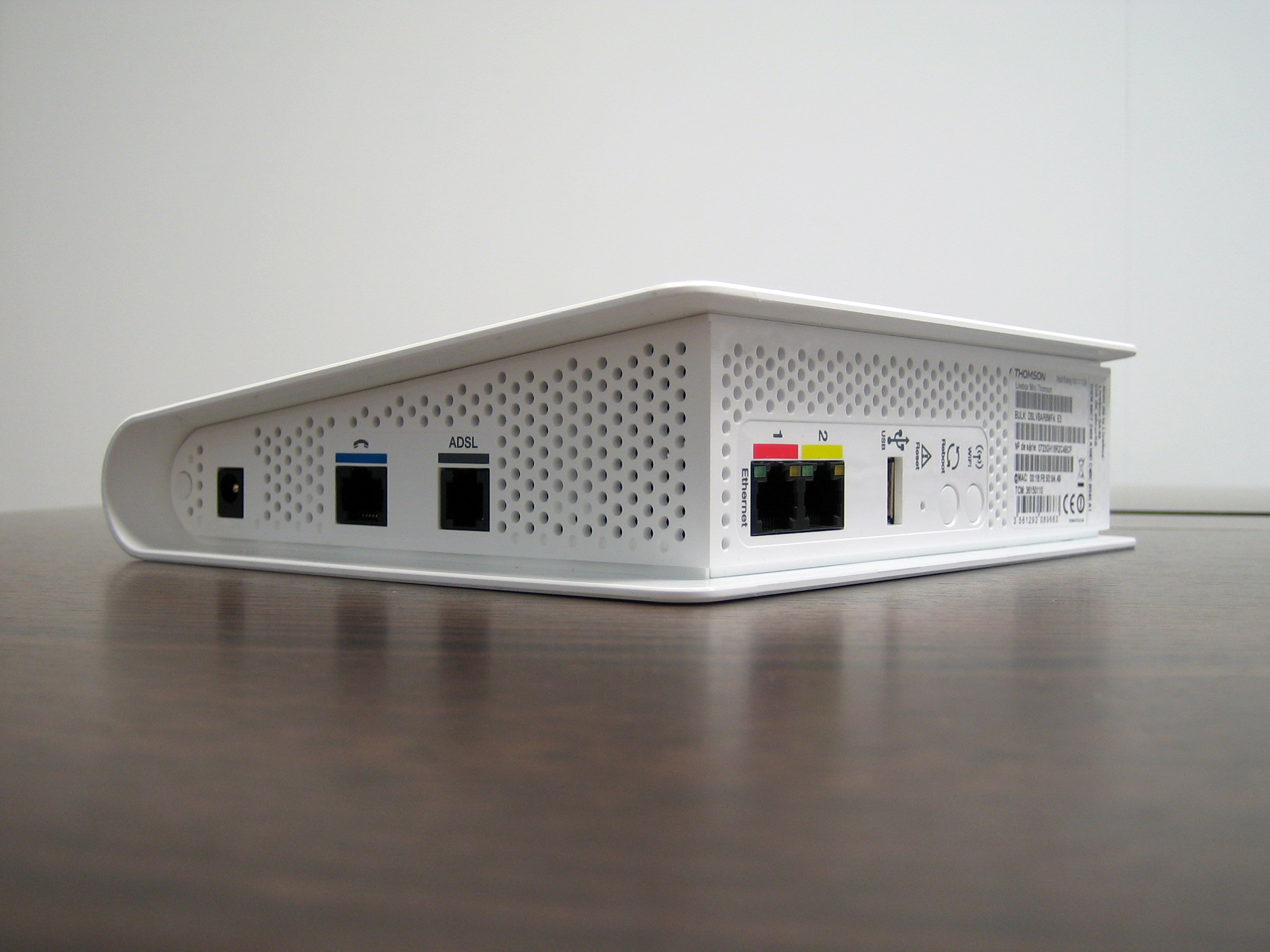
Livebox 1.2

Tout comme les Livebox précédentes, elle est multiservice : Internet, télévision, téléphone. Elle garde le même design que la précédente, en forme de livre ouvert, mais elle est plus compacte et embarque plus de puissance pour être évolutive. Elle consomme 25 % de moins que les modèles précédents. Elle a deux ports Ethernet, 1 port RJ11 pour l'accès ADSL, 1 port RJ45 pour brancher un éventuel décodeur TV et 1 port RJ 45 pour la téléphonie illimitée (remplace le port RJ11 des Livebox 1.0 et 1.1), 1 port USB. Nouveauté par rapport à la Livebox précédente : les boutons explicites Wifi, Reboot, Reset, et la résistance accrue aux orages (6 000 V). Sa clé de sécurité Wi-Fi est en WPA par défaut, ce qui augmente la sécurité sans fil. Son installation est simplifiée, par des codes couleurs pour les câbles. Son utilisation reposant sur l'interface d'administration permet de nouvelles fonctionnalités telles que le réglage des plages horaires d'accès à Internet pour des ordinateurs précis dans la maison.

### Livebox 2

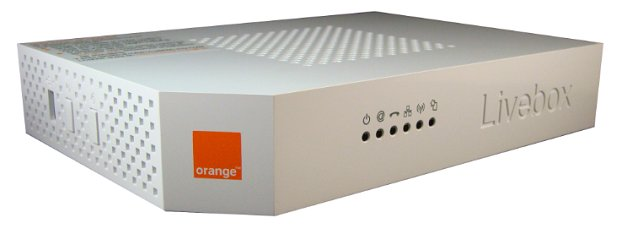
Livebox 2

La première version de la Livebox 2, fabriquée par Sagem, a été présentée le 3 avril 2009. D'abord déployée dans la région parisienne, elle est disponible dans toute la France depuis le 1er octobre 2009. Par la suite, une version fabriquée par le constructeur chinois ZTE est sortie le 23 mai 2011. La Livebox 2 est disponible à l'achat ou à la location.
En Espagne, il existe depuis juin 2012 une version fabriquée par Astoria Networks, filiale du constructeur taïwanais Arcadyan, nommée Livebox 2.1. Elle n'a pas été rendue disponible en France, où c'est la Livebox Play qui est arrivée quelques mois plus tard.

#### Nouvelles fonctionnalités
- Un port téléphonique RJ45 (compatible RJ11)
- Le réseau marche avec IPv4.
- Elle est compatible avec le Wi-Fi 802.11n.
- Quatre ports Ethernet 100Mbp/s et deux ports USB de 900 mA et de 500 mA chacun destiné respectivement à brancher une imprimante ou un périphérique de stockage pour les partager sur le réseau sont également prévus.
- La Livebox 2 supporte l'association facile Wi-Fi, le WPS et WPA ou WPA2
- Le routeur marche à l’ADSL ou fibre (depuis 2013) avec une bande fréquente de 2,4 GHz.
- Le mode : full routed au niveau des ports Ethernet peut « ponter » le LAN Internet avec le LAN de la TV par ADSL (si le client en a souscrit l'offre) offrant ainsi la possibilité de recevoir la TV d'Orange sur un ou plusieurs PC (avec le logiciel adéquat comme FripTV, par exemple).

Malgré une période de test, elle n'a pas échappé à des défauts de conception.

#### Ce qu'elle n'a pas ou plus
- Elle ne gère pas le Bluetooth.

### Livebox 3 (Play)

#### Modem

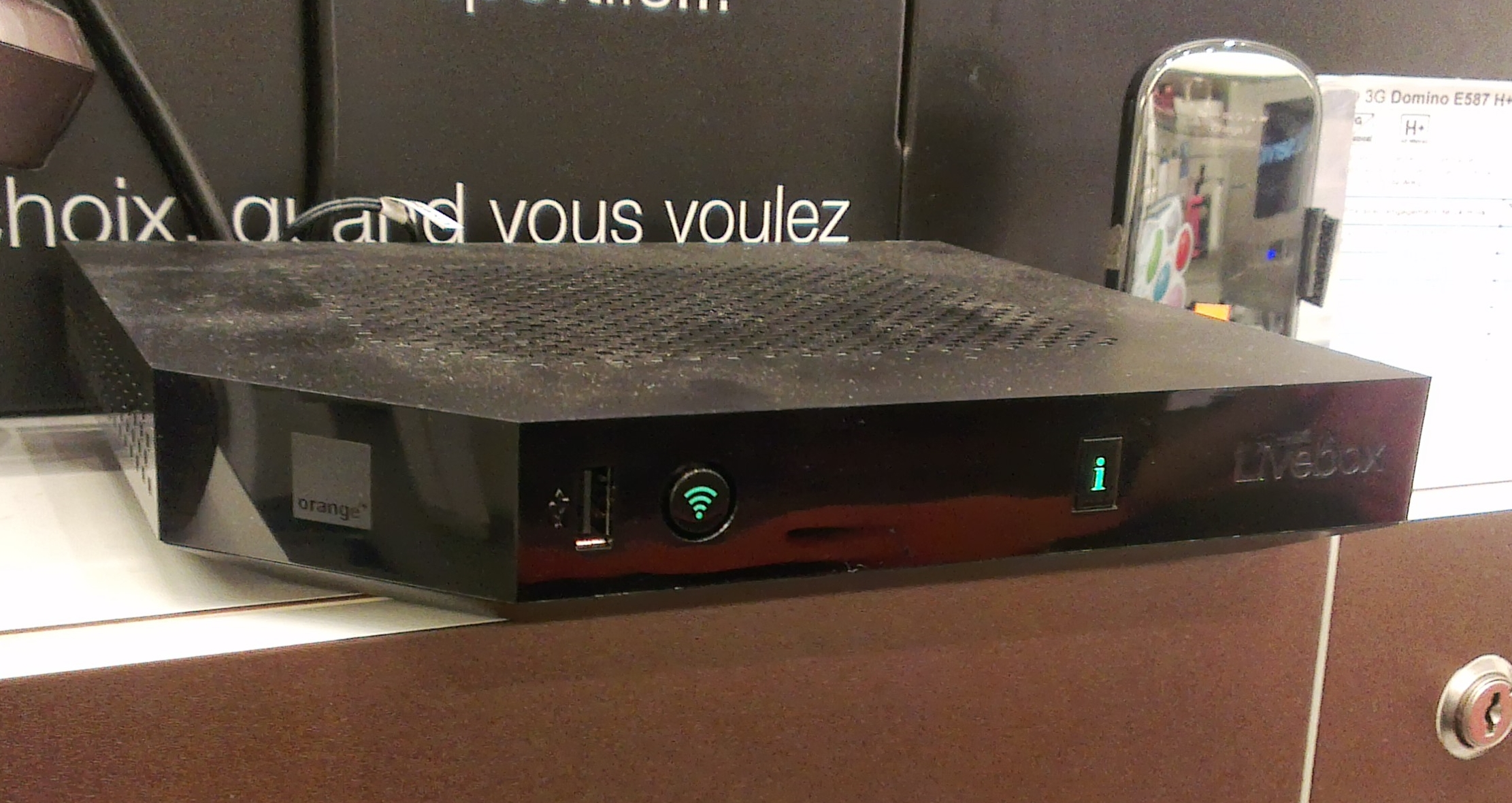
Livebox Play en exposition. Son apparence reprend les traits de la Livebox 2.

De couleur noire avec un écran monochrome OLED, la Livebox Play fabriquée en Tunisie et en Chine par Sagemcom est la troisième version majeure de la Box d'Orange. Cette nouvelle box est mise à disposition des clients depuis le 7 février 2013 par l'opérateur. Elle est compatible ADSL2+, VDSL2 et FTTH (Fibre optique). Le débit cumulé peut atteindre 1,9Gbit/s.
Son processeur est un Ikanos (en) Fusiv Vox185.
Elle supporte les deux bandes de fréquences Wi-Fi (dual radio) :
- 2,4 GHz aux normes IEEE 802.11 b/g/n ;
- 5 GHz aux normes IEEE 802.11 a/n.

Elle possède quatre ports Gigabit Ethernet en mode full routed, ainsi que deux ports USB 2.0. Elle a une base DECT intégrée CAT-iq 2.0. Elle est compatible IPv4 et IPv6. Sa consommation électrique au repos est de 7,7 W.
Cette Livebox est compatible fibre et peut atteindre 1Gb/s avec les abonnements disponibles depuis le 3 avril 2014.
Les deux ports USB permettaient historiquement de connecter et d'exploiter des périphériques de stockage de masse USB conformes au protocole USB MSC / UMS tels qu'un disque dur externe ou des imprimantes supportant le protocole IPP (Internet Printing Protocol) en version 1.1. L'accès aux fichiers et dossiers des périphériques connectés imposait deux prérequis : le système hôte devait supporter le protocole SMBv1 désormais vulnérable et le système de fichiers accédé devait être de structure FAT ou FAT32. À la suite de la dépréciation du protocole SMBv1 pour des raisons de sécurité, Orange a décidé de ne plus le supporter, rendant ainsi impossible l'accès aux données des périphériques de stockages USB connectés bien que ceux-ci soient visibles depuis les systèmes hôtes connectés à la Livebox. L'impression et la gestion d'une imprimante connectée à la Livebox reste supportée et elle nécessite l'installation préalable de cette imprimante réseau sur chacun des postes voulant en bénéficier.

#### Décodeur TV
Le décodeur télévision de couleur noire ou blanche (modèle Sagemcom), pour la TV Orange, dispose d'un processeur Intel Atom CE4257 « Groveland », d'un disque dur de 320 Go (bridé à 160 ou 240 Go), deux tuners TNT, trois ports USB 2.0 ; un lecteur blu ray 3D de Panasonic est installable en option payante. Le disque dur n'est pas accessible à l'utilisateur ; il n'est accessible que par les fonctions d'enregistreur et de contrôle du direct de la télécommande. Le contrôle du direct permet de « mettre en pause » le programme en cours pendant une certaine durée cumulée, puis de reprendre là où l'utilisateur en était resté.
La télécommande du décodeur comporte au revers un clavier alphanumérique complet et un accéléromètre ; elle communique avec le décodeur au moyen de deux émetteurs dont un en radiofréquences.

##### Spécifications
| Processeur                               | Intel Atom CE4257 « Groveland » 1,2 GHz |
| Capacité mémoire / stockage / Disque dur | 2 Go DDRAM3 / 2 Go mémoire flash / jusqu’à 320 Go |
| Afficheur (type / resolution)            | OLED monochrome / 128 x 32 |
| Système d'exploitation / Navigateur      | Linux / Opera (WebKit) |
| Carte à puce                             | 1 |
| Sécurité Contrôle d’accès                | Viaccess 4.1 |
| Protection de contenus                   | WMDRM 10 |
| Protection contre la copie               | Macrovision 7.1 HDCP |
| Format de fichiers                       | MP3, WAV, WMA MPEG, MOV, MKV, DIVX, MP4, AVI, WMV JPEG, GIF, PNG |
| Codecs vidéo                             | H264 HPL 4.1 (MPEG4 AVC), MPEG 2 (MP@HL), MPEG 1, DivX 4/5/6.x, Xvid (MPEG4 part 2 SP/ASP), Windows Media Video 9 (SP, MP@ML), VC1 (SP, MP@ML, AP@L2)                                                |
| Codecs audio                             | MPEG1 Layer ½, Windows Media Audio (9.2, Pro 10), MPEG2 Layer 2, MPEG 1/2 Layer 3 (MP3), MPEG4 AAC (LC, Main), MPEG4 HE-AAC v1, PCM / LPCM, Dolby Digital (AC3), Dolby Digital+ (Enhanced AC3, AC3+) |
| Spécificités physiques                   | 386 × 242 × 42 mm / 2,3 kg |
| Alimentation                             | externe (220-240 V ~50 Hz 5,0A) avec mode de veille active et inactive |
| Sorties audio                            | 2 x RCA femelle (D/G) 1 x RCA femelle (S/PDIF) |
| Sorties vidéo                            | 1 x CVBS (sortie vidéo analogique) 1 x HDMI (1.4), résolution maximale 1920x1080p à 50/60 Hz en 2D/3D                                                                                                |
| Ports USB                                | 2.0 - 1 x façade 2.0 - 1 x face arrière |
| Ports Ethernet                           | 1 x 10/100/1000 base T (RJ-45) |
| Protocoles                               | Management TR-069, TR106, WT/TR-135 UPnP 2.0, DLNA 1.5 UDP/IP, TCP/IP HTTP/HTTPS RTCP, RTP, RTSP NTP (RFC 1889) DHCP standards (RFC 2131 / RFC 2132 / RFC 3203 / RFC 3004 /RFC 3011)                 |

### Livebox 4

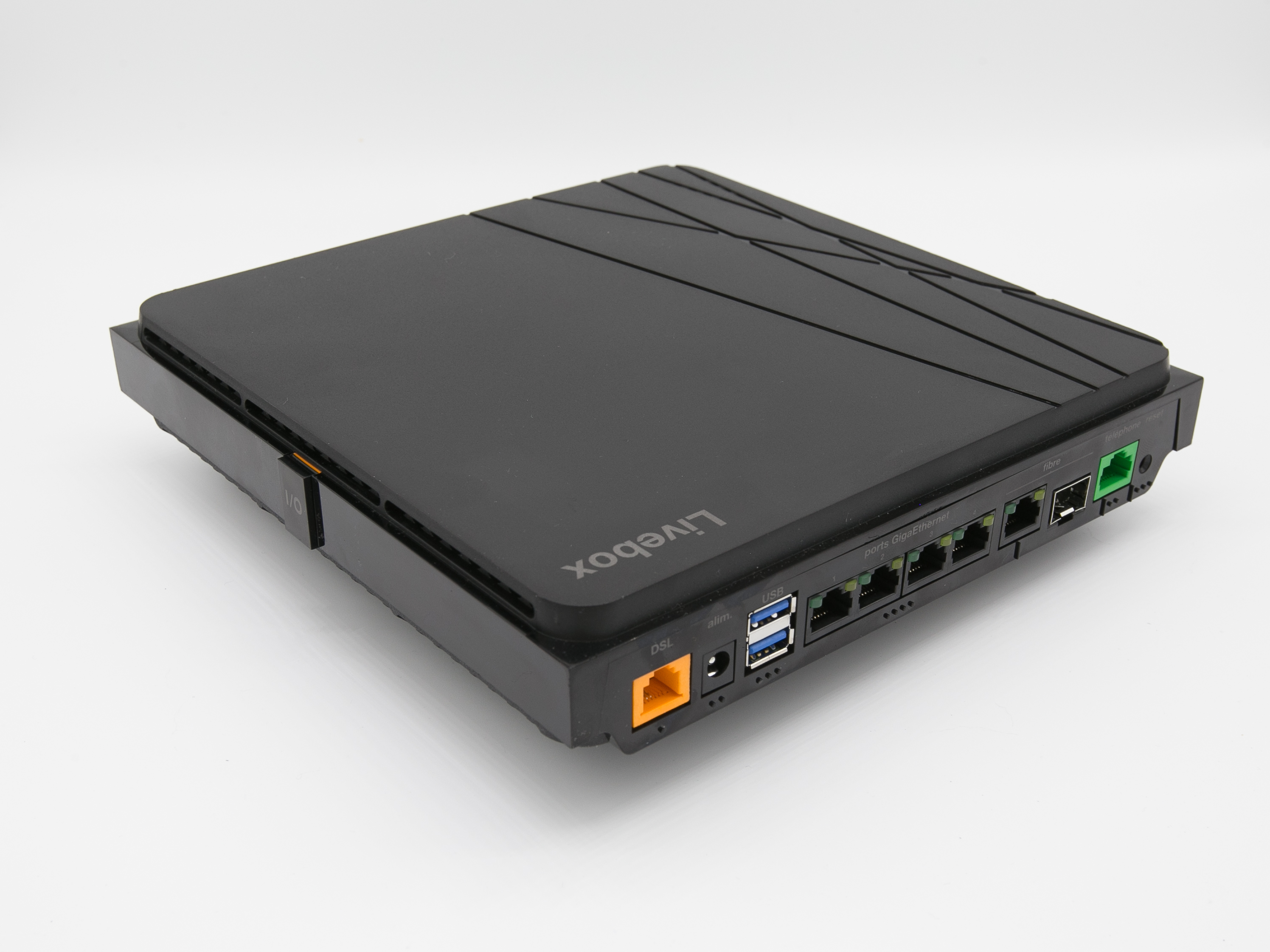
Vue arrière d'une Livebox 4.

À l’occasion d’une conférence baptisée « Essentiels 2020 », Stéphane Richard avait évoqué la présentation d'une nouvelle Livebox fin 2015 pour une sortie début 2016. Contrairement aux choix faits par d'autres opérateurs, le décodeur associé à cette future Livebox ne tourne pas sous Android, mais sous un système développé par l'opérateur.
Présentée officiellement le 16 mars 2016 lors du show Hello4 au Carrousel du Louvre à Paris, la nouvelle Livebox restylisée, de couleur noire, avec un écran OLED, comporte un port SFP permettant de remplacer le boitier ONT et de connecter la box directement à la fibre optique. Ce nouveau modèle permet également d'être utilisée en xDSL. Elle est compatible avec la dernière norme Wi-Fi 802.11ac.
Les offres commerciales sont lancées depuis l'été 2016. Selon le site Orange Info, la commercialisation a débuté le 19 mai 2016.

#### Modem
De couleur noire avec un écran monochrome OLED, la Livebox fabriquée par Sagemcom et SerrCom est la dernière version majeure de la box d'Orange à ce jour. Elle est compatible ADSL2+, VDSL2 et FTTH.
Elle supporte les deux bandes de fréquences Wi-Fi (dual band 4+4) :
- 2,4 GHz aux normes IEEE 802.11 b/g/n (débit maximal de 450Mbit/s) ;
- 5 GHz aux normes IEEE 802.11 a/n/ac (débit maximal de 1733Mbit/s).

Elle possède quatre ports Gigabit Ethernet, ainsi que deux ports USB 3.0. Elle a une base DECT intégrée CAT-iq 2.0. Elle est compatible IPv4 et IPv6. Sa consommation électrique au repos est de 7,7 W.
Cette Livebox est compatible fibre FTTH et peut atteindre 1Gb/s.
Elle est équipée d'un processeur Broadcom double cœur 43138 (2 cœurs Cortex A9 à 1 GHz).

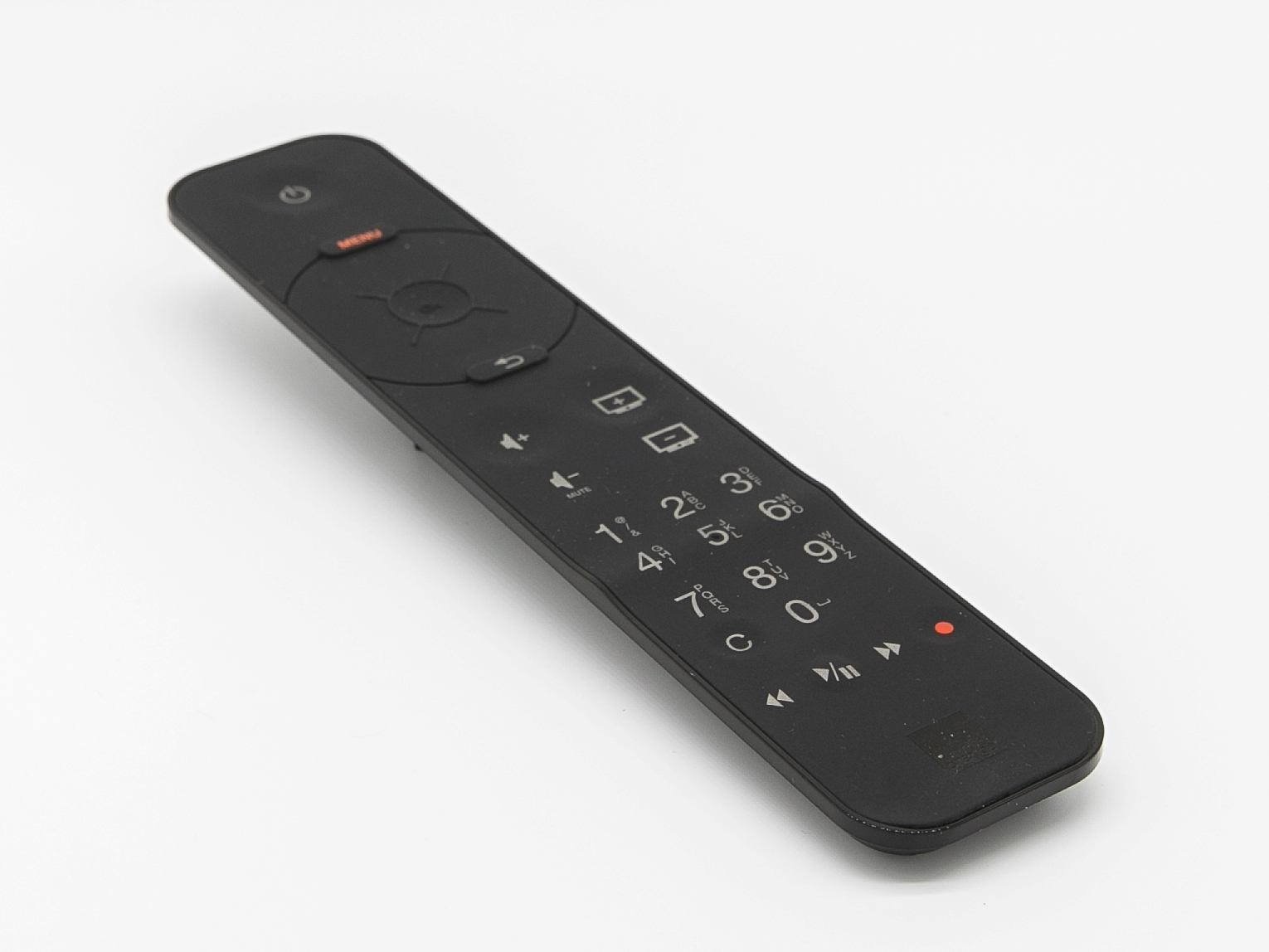
Télécommande Orange du décodeur TV 4

#### Décodeur TV 4
Ce décodeur TV 4 a été réduit aux mêmes dimensions et format carré que le modem xDSL/Fibre. Les deux composants peuvent se positionner l'un à côté de l'autre pour un encombrement équivalent à celui d'un lecteur Blu-Ray. Le décodeur dispose du Wifi(ac), et peut ainsi être positionné dans une autre pièce tout en recevant les flux vidéo (y compris UHD), sans fil. Le son est compatible 3D Dolby Atmos. La carte Viaccess gérant les droits TV sur les décodeurs précédents disparaît bien qu'un lecteur de carte soit présent
Le décodeur est livré avec une télécommande radio extra-plate Bluetooth (BLE). Ce modèle de télécommande a reçu un label de l’Observeur du design en 2014.

### Livebox 5

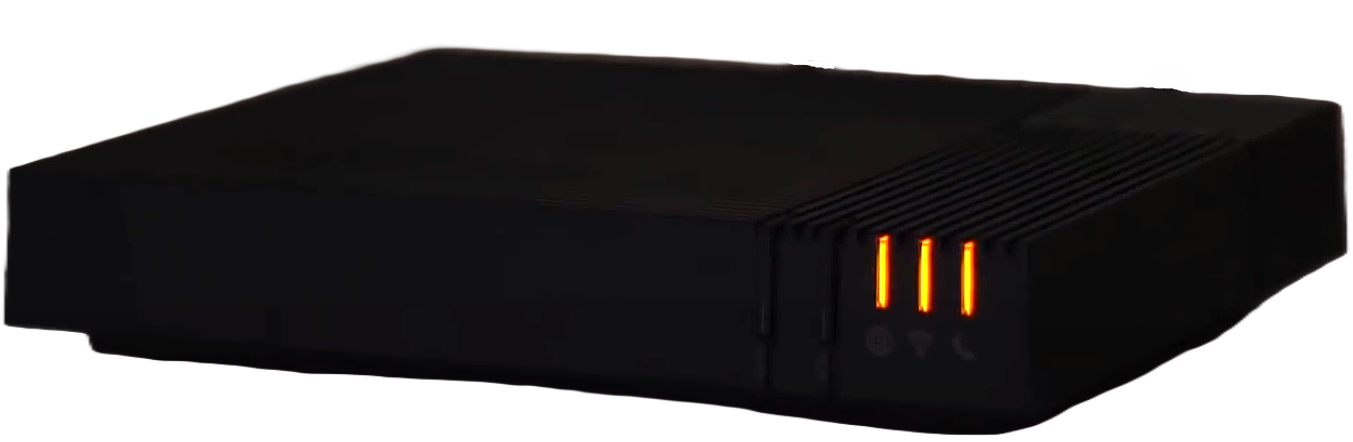
Vue avant de la Livebox 5.

En octobre 2019, Orange lance un modèle destiné uniquement au marché fibre éco-conçu. Selon l'opérateur la coque de cette box est entièrement constituée de plastique recyclé issu des Livebox des générations précédentes. Elle contient moins de composants électroniques (mais n'offre pas la connexion ADSL) et ne nécessite pas d'ONT. Le packaging s'en trouve également simplifié (moins d'accessoires). La consommation électrique est diminuée du fait de l'absence d'écran (des voyants indiquent l'état de la connexion) et l'absence de ventilateur (dissipation passive). Les performances techniques sont améliorées et offrent un débit jusqu’à 2 Gbit/s partagés en sens descendant (et jusqu’à 600 Mbit/s en sens montant).

### Livebox 6

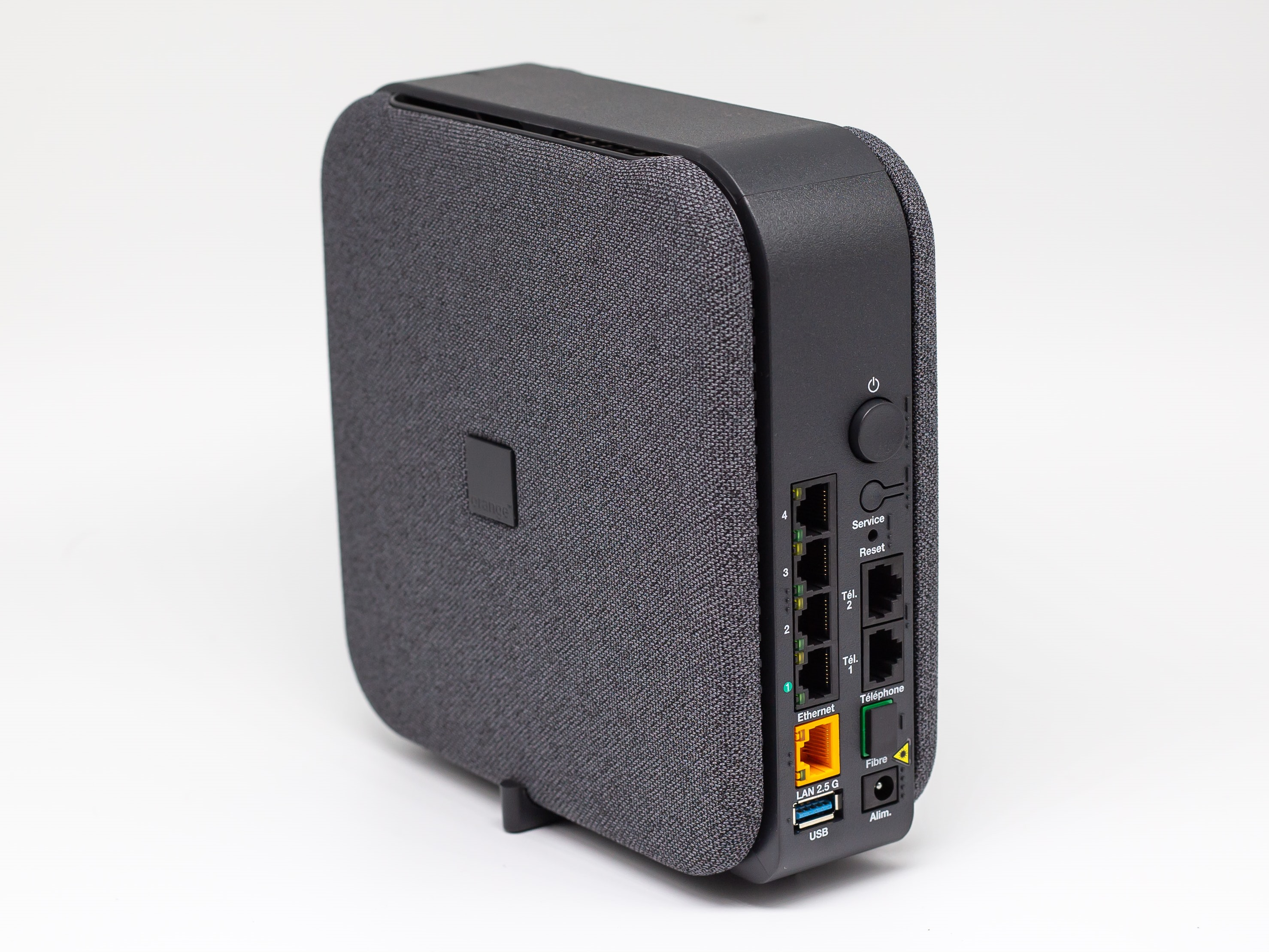
Vue d'un côté et de l'arrière du Livebox 6.

Lors d'une conférence de presse organisée le 6 avril 2022, dont une partie s'est déroulée dans le métavers, Orange a présenté une nouvelle box, la Livebox 6. Fabriquée par Sagemcom, cette nouvelle box est disponible depuis le 7 avril 2022. C'est une box exclusivement fibre, elle intègre son propre adaptateur ONT et se connecte directement sur la prise terminale optique murale.
La Livebox 6 dispose de cinq ports Ethernet RJ45, dont un port à 2,5 Gb/s et quatre ports à 1 Gb/s, de deux ports RJ11 pour connecter des téléphones fixes, d'un port USB 3, d'une prise fibre, d'un écran tactile basse consommation permettant de mettre en veille la box et est équipée du wi-fi 6E.

### Livebox 7
Dans un communiqué de presse du 5 octobre 2023, Orange a présenté une nouvelle box, la Livebox 7. Fabriquée par Sagemcom, cette nouvelle box est disponible depuis le 5 octobre 2023. C'est une box exclusivement fibre, elle intègre son propre adaptateur ONT et se connecte directement sur la prise terminale optique murale.
La Livebox 7 dispose de cinq ports Ethernet RJ45, dont un port à 10 Gb/s et quatre ports à 1 Gb/s, de deux ports RJ11 pour connecter des téléphones fixes, d'un port USB 3, d'une prise fibre, d'un écran tactile basse consommation permettant de mettre en veille la box et est équipée du wi-fi 6E.
La Livebox 7 exploite une nouvelle technologie, le XGS-PON qui permet d'atteindre des débits de 8 Gbit/s descendant et montant.
Le 10 avril 2025, Orange annonce une nouvelle version de la Livebox 7 compatible Wi-Fi 7.

### Décodeur UHD 4K
Le décodeur TV 'DTIW385' lancé fin 2018 est plus petit que le précédent et ne dispose plus d'écran d'affichage ou de boutons de commandes en façade.
Fabriqué par Sagemcom, fonctionnant avec un système Linux embarqué, d'une dimension de 126 mm x 126 mm x 30 mm. Comme sur le décodeur TV 4, il permet d'offrir des contenus UHD 4K HDR aux possesseurs de TV compatibles. Mais cette fois, cette propriété est mise en avant.
Le décodeur est livré avec une déclinaison de la télécommande du décodeur TV 4. Elle intègre à présent la commande vocale.
Ce décodeur intègre également une connectivité wifi aux normes IEEE 802.11 a/n/ac (5Ghz) permettant une liaison sans-fil avec le modem. On trouve encore un lecteur de carte Viaccess gérant les droits TV bien que la carte ne soit pas fournie. La sortie vidéo reste au format : HDMI 2.0 avec support du HDCP 2.2, le décodeur est prévu pour supporter également le format Dolby Vision (similaire au HDR10- 12 bits - ITU-R Rec. 2020)
Pour le son, le décodeur ajoute la compatibilité avec les flux Dolby Atmos.

### Décodeur TV 6
Orange lance en France le Décodeur TV 6 en avril 2024 (l'appareil était disponible pour sa filiale polonaise depuis plusieurs mois).
La conception de cet appareil est validée par le label « Footprint Progress » du Bureau Veritas.
Le décodeur possède une coque amovible pour faciliter la réparation, composée à 100% de plastique recyclé. Il reprend l'apparence des Livebox 6 et 7, avec un revêtement en tissu. La consommation électrique serait diminuée de 70%.
Le principal apport du Décodeur TV 6 sur la génération précédente est l'ajout du Wi-Fi 6 et le doublement de sa mémoire RAM.

### Livebox S
Lors d'une conférence de presse le 10 avril 2025, Orange dévoile une nouvelle box, la Livebox S. Fabriquée par Sagemcom, cette nouvelle box est disponible depuis le 10 avril 2025. C'est une box exclusivement fibre, elle intègre son propre adaptateur ONT et se connecte directement sur la prise terminale optique murale. Elle intègre également un crayon optique qui permet d’identifier à distance la ligne fibre d’un abonné grâce à un faisceau lumineux visible dans les armoires de rue.
La Livebox S dispose de quatre ports Ethernet RJ45 à 1 Gb/s, d'un port RJ11 pour connecter un téléphone fixe et d'un petit écran tactile de basse consommation. Cette nouvelle Livebox S est équipée du Wi-Fi 7 cependant comme sur la Livebox 7, elle n'est pas équipée de la fréquence 6 GHz.

## Déclinaisons

### Livebox THD ou FTTH
Livebox très haut débit (jusqu'à 100 Mbit/s) pour l'accès internet par fibre optique. Elle est blanche et fabriquée par Sagem.

### Business Livebox
La Business Livebox est fournie aux clients ayant souscrit à une offre Orange (Business Internet Voix / Equant IPVPN /Oléane VPN / Business VPN). Il existe plusieurs modèles de Business Livebox, voici les trois principales :
- Business Livebox 100A : ADSL light plage de 512 kbit/s à 18 Mbit/s asymétriques, sur une base de routeur Bintec X2301 (Funkwerk) ;
- Business Livebox 100S : SDSL de 512 kbit/s jusqu'à 8 Mbit/s, sur une base de routeur OneAccess (One300) ;
- Business Livebox 1000S : SDSL jusqu'à 8 Mbit/s symétriques, avec gestion secours liaisons PABX (RNIS, RTC).

La Business Livebox propose aux PME en plus d'un lien SDSL et tous les services « classiques » avec ce type de liens (garantie de débit (QOS), temps de rétablissement limité (GTR), bloc d'adresse IP…) de connecter un PABX grâce à ses ports RNIS (jusqu'à 24 communications simultanées). Dans une autre gamme avec moins d'options et services, commercialisée par Orange pro (pas OBS), il y a également, la Business Livebox 1000A (H.323) et la Business Livebox 132 (compatible H.323 et SIP). Elles intègrent toutes deux un modem/routeur et un PABX intégré. Ces Livebox utilisent des adaptateurs appelés boitier ATA pour faire fonctionner les téléphones sans fil (location), et sont compatibles uniquement avec des postes en location ASTRA 6755i.

### Livebox Pro V1 et V2
La Livebox Pro V1 était fabriquée par Thomson :
- elle est de couleur grise ;
- elle dispose de quatre ports Ethernet[26] au lieu de deux (contrairement aux Livebox « résidentielles » l'option TV sur le deuxième port ethernet, quoique possible, n'est pas activée par défaut) ;
- l'adaptateur USB Wi-Fi est fourni ;
- elle dispose de la fonction Hot-Spot ;
- elle est compatible avec l'offre 512 étendu (ligne trop longue pour bénéficier d'une offre ADSL classique).

La Livebox Pro V2 était fabriquée par Sagem. Ses caractéristiques sont, :
- couleur noire ;
- quatre ports Ethernet, et un port USB maître ;
- il est possible de brancher un périphérique de stockage (clé USB, disque dur…) ou une imprimante sur le port USB master. Cependant, celui-ci n'est pas encore vraiment opérationnel avec la version du firmware LBV2_610128 ni LBV2_610142 ;
- elle est équipée du Wi-Fi 802.11 b+g+n depuis le firmware LBV2_610142 disponible le 20 janvier 2009. À propos de cette norme 11.n (voir IEEE 802.11n), la bande de fréquence est bridée sur 2,4 GHz, celle de 5 GHz n'est pas disponible. C'est donc un simple band compatible avec tous les matériels en 2,4 GHz. N'étant pas équipée du hardware nécessaire, il est peu probable que le dual band soit disponible dans un prochain firmware ;
- elle dispose de la fonction Hot-Spot qui permet aux visiteurs de bénéficier d'un accès Internet sans saisir les clés de sécurité. Ils n'ont ainsi accès ni à votre propre réseau interne, ni à vos données d'identification ;
- elle est principalement destinée aux petites entreprises qui ont un réseau assez complexe à administrer ;
- contrairement aux idées reçues, elle n'est pas réservée aux entreprises, avec un contrat pro. Les particuliers peuvent en bénéficier en l'achetant, même s'ils ont un contrat résidentiel ;
- si les premières versions de firmware n'étaient pas compatibles avec les Livephones, ce n'est plus le cas, les dernières versions de firmware de la Livebox Pro v2 étant compatibles avec les Livephones.

### Livebox Pro V3
De couleur noire, elles présentent de nombreuses améliorations par rapport aux versions précédentes :
- Switch à quatre ports Gigabit Ethernet ;
- Wi-Fi compatible b/g/n ;
- Deux ports USB et un port eSata non alimenté;
- Afficheur LCD en face avant (statut de synchronisation + information de l'état des services disponibles) ;
- Bouton de désactivation/activation Wifi en face avant

### Livebox Pro V4
Identique à la pro v3 avec quelques améliorations :
- afficheur LCD en face avant avec bouton capacitif ;
- wi-fi compatible b/g/n/ac 2,4 et 5 GHz ;
- port destiné à la fibre (port Ethernet 4 sur les anciennes Livebox Pro) ;
- bouton WPS en façade ;
- un buzzer utilisé lorsqu'on se déplace dans les menus de l'afficheur LCD.

### Livebox classique dite «résidentielle»
La Livebox « résidentielle » est de couleur blanche, et fabriquée par Sagem et Thomson, modèles existants : Sagem F@st 3202 et Inventel DV4210-WA.

## Liveservices
Les liveservices sont des services ou des périphériques associés à la Livebox :

### Unik
Téléphone IP via la technologie UMA sur support wifi à proximité de la livebox et réseau mobile Orange hors de la portée wifi. Nécessite des téléphones compatibles UMA.

### Livephone
Téléphone haute-définition sur IP par base sans fil DECT reliée par l'USB maître.

### Livezoom
Caméra Wi-Fi permettant de visionner à distance la vie de la maison depuis Internet (PC Windows uniquement) ou un téléphone mobile.

### Livemusic
Périphérique Wi-Fi permettant d'écouter les fichiers musicaux présents sur un PC sur Internet ou des webradios depuis une chaîne hifi, un home-cinéma. C'est en fait un Philips SLA5520 repeint aux couleurs Wanadoo.

### Liveplug
Outil permettant de connecter la Livebox et la télévision sans câble en utilisant la technologie CPL (utilisation de l'installation électrique de la maison). Ce genre d'équipement possède une capacité de transfert d'environ 80 Mbit/s et sont pour le moment assez coûteux. Notez que cette technologie peut aussi servir à relier un pc à votre Livebox car le branchement du décodeur TV ou de la machine s'effectue via un câble RJ45 (Ethernet). Il existe désormais deux modèles de Liveplug, le normal (débit 85 Mbit/s) et le HD (débit 200 Mbit/s). Ce dernier permet le raccordement d'un décodeur HD dans une autre pièce sans câble. À noter que l'on peut utiliser un Liveplug au départ de la Livebox (pour émettre le signal internet) et deux ou trois autres Liveplug pour raccorder des ordinateurs. Le Liveplug d'Orange fonctionne pour tous les opérateurs.

### Live télésurveillance
Service de télésurveillance (avec abonnement) en partenariat avec EPS et Securitas.

### PosteLiveradio
Poste de radio connecté au réseau en Wi-Fi ou via câble Ethernet, il permet l'écoute de 10 000 stations (radios FM et webradios) et 11 000 podcasts issus de 100 pays différents classés par genres et pays. Désormais disponible en deux modèles « Vintage » et « Cube », il possède sur sa façade un pavé de navigation, une touche Menu, une touche « coups de cœur » pour mémoriser des titres de chansons et des présélections de stations. Le service Liveradio est également disponible sur d'autres interfaces connectées (mobile, internet, TV).

### Wifi extender
Périphérique permettant d'étendre la portée du Wi-Fi grâce à un module CPL qui se branche à la Livebox et le deuxième qui possède une antenne Wi-Fi se branchant sur une prise électrique n'importe où dans la maison où la couverture Wi-Fi n'est pas suffisante.
Certains de ces services ou périphériques sont exclusivement disponibles avec la Livebox.

## Design
Les Livebox 1.1 et 1.2 ont été imaginées par Boris Gentine, designer de l'agence Saguez & Partners qui souhaitait qu'elles s'intègrent harmonieusement dans l'habitat. Leur design évoque un livre blanc que l'on pose indifféremment à plat ou sur la tranche. Ce design été récompensé par deux fois. En 2004, par le prix stratégies (catégories design produit), et en 2006 par l'observeur du design.
France Télécom a lancé en 2005 une Livebox Fashion avec une coque rose (20 000 unités), et lors de la fête de la musique une Livebox Music avec une coque bleue (6 000 unités). Les deux étaient produites par Inventel.
En novembre 2005, France Télécom offrait trois modèles d'autocollants pour personnaliser sa Livebox : une skin vache, une skin gribouillis, et une skin « Moi j'adore l'informatique ».
En décembre 2005, France Télécom a diffusé des housses Livebox en fourrure synthétique noire à l'occasion de la sortie du film King Kong.
De mai à juillet 2007, Orange a proposé le Pack Silver série limitée qui comprenait une Livebox Thomson couleur argent avec un Livephone Thomson argent.[réf. nécessaire]

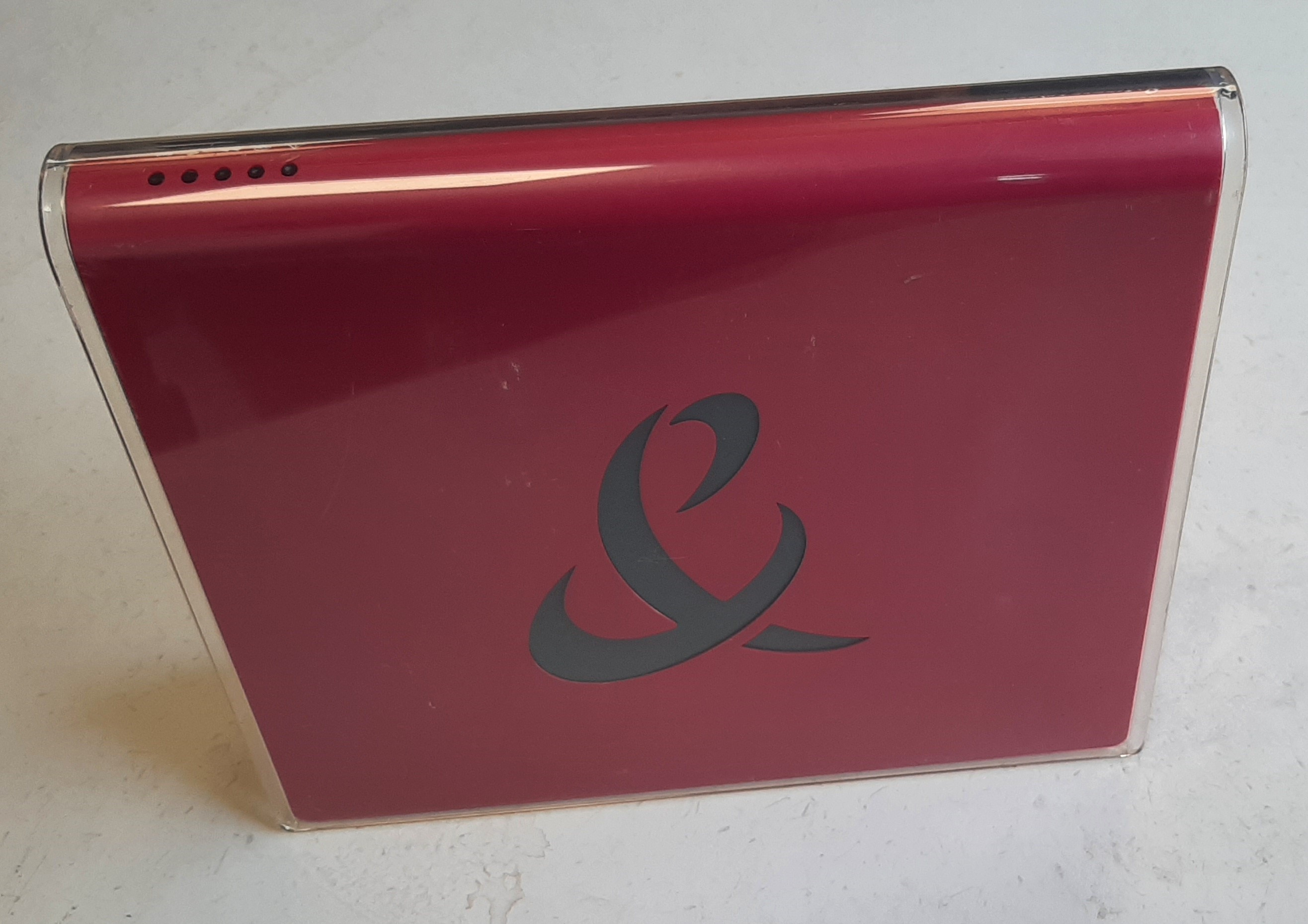
Coque rose
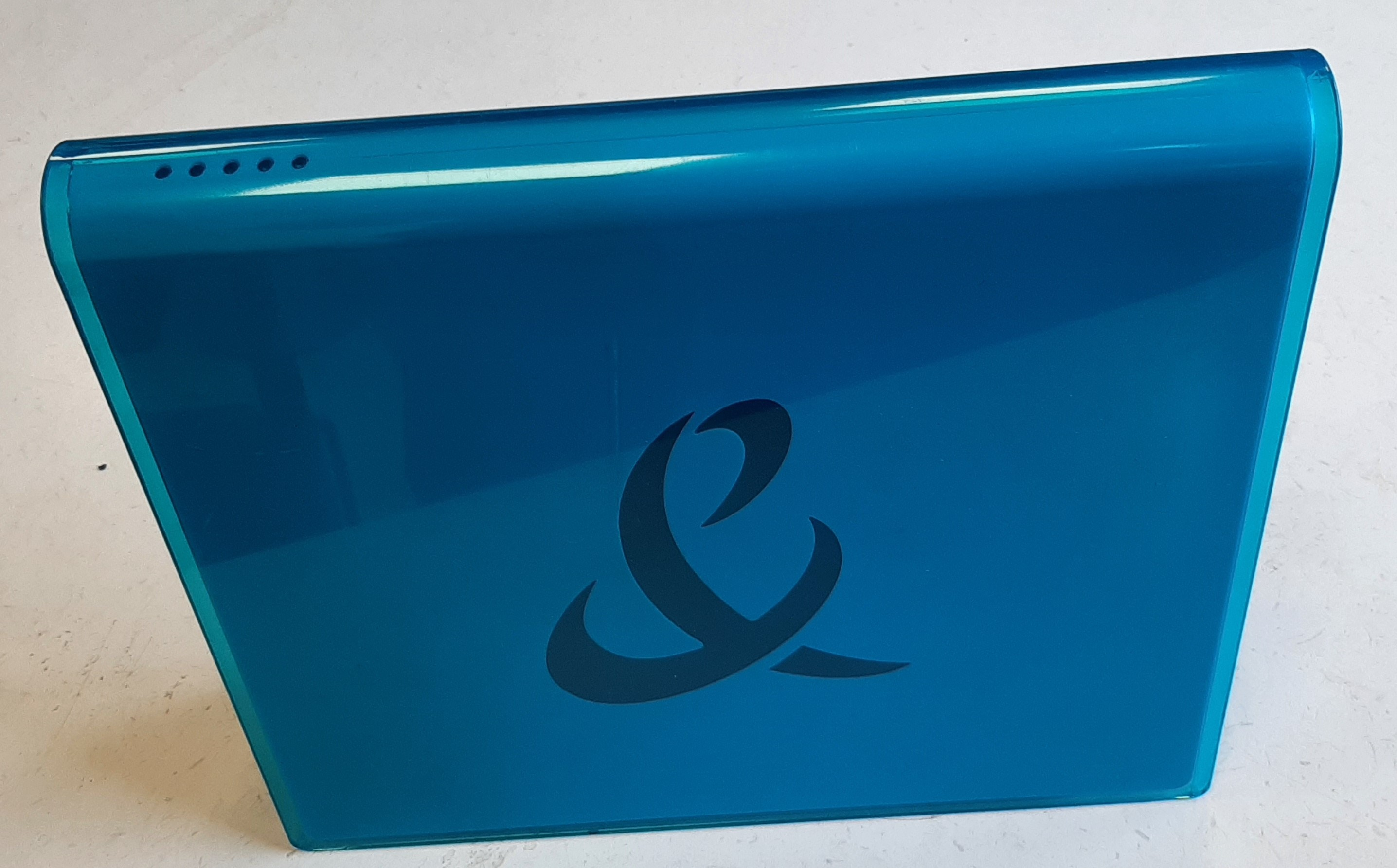
Coque bleue
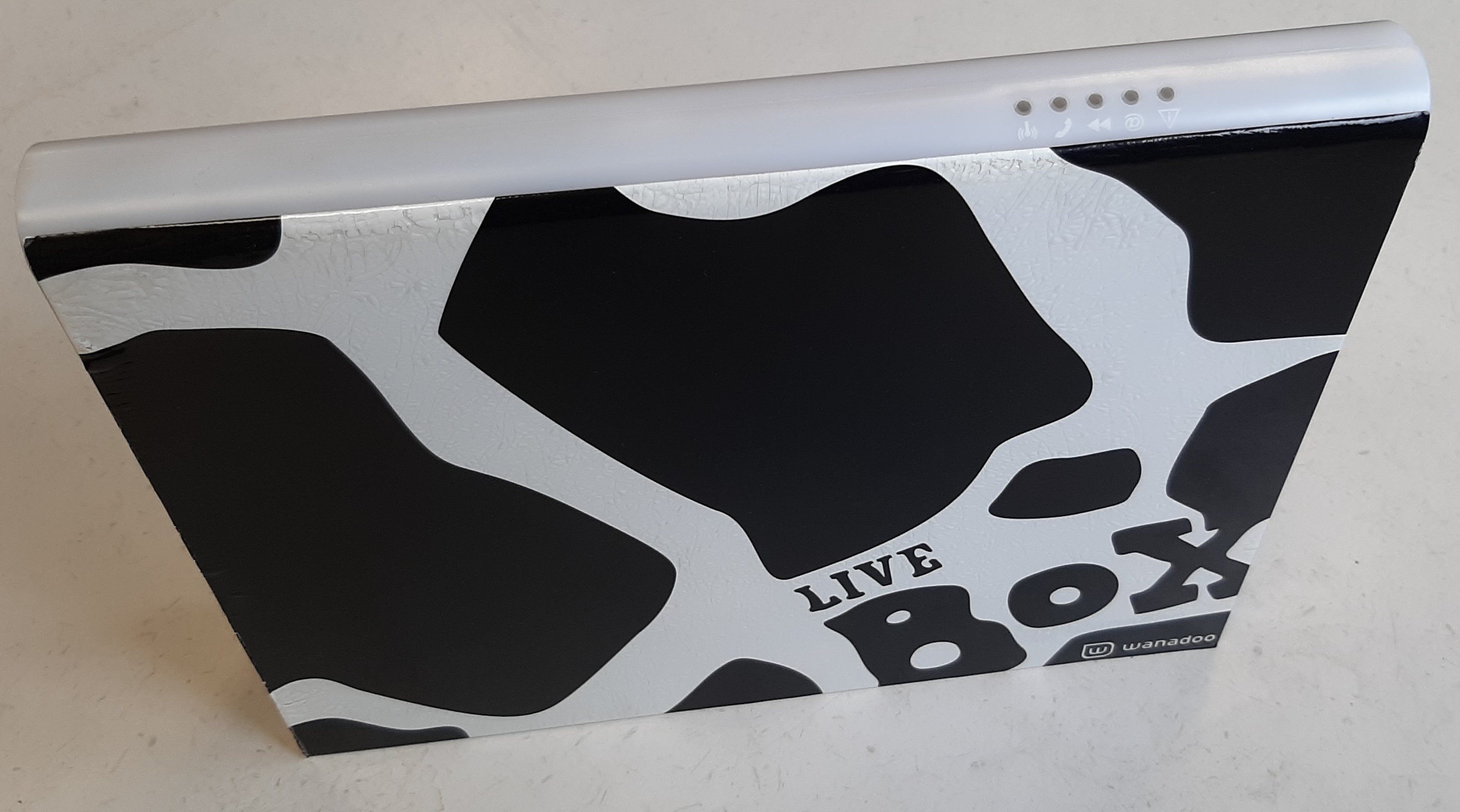
Habillage vache
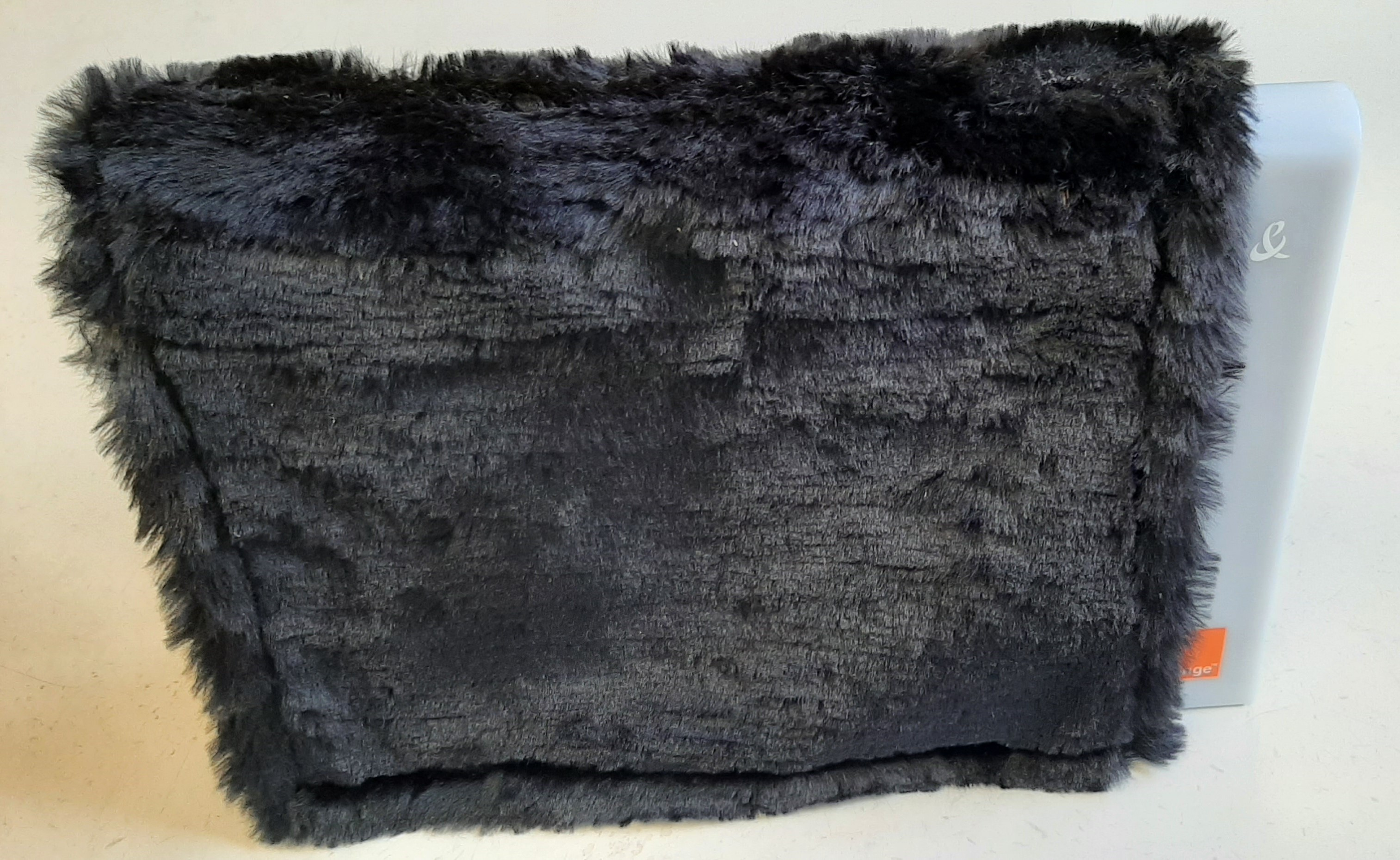
Habillage King Kong

## Problèmes

### Plaintes
Cette section devrait être déplacée dans l'article Orange (entreprise).
Pour plus d’informations, se reporter en page de discussion. (janvier 2012)
Le 2 décembre 2004, Cegetel, Neuf Telecom et Tele2 avaient intenté un procès à l'encontre de France Télécom pour pratique illicite de winback (utiliser les dossiers de demande de présélection de ses concurrents pour mener une campagne de reconquête des clients partis à la concurrence à la suite de l'ouverture du marché du téléphone fixe). Cegetel, Tele2 et Neuf Télécom avaient respectivement demandé 54, 75 et 38 millions d'euros. Un accord a été initié par France Télécom, mais la DGCCRF poursuit ses investigations à la suite d'une plainte de l’Aforst (Association française des opérateurs de réseaux et de services télécoms).
En juin 2003, Neuf Télécom obtient sept millions de dommages et intérêts après un jugement du tribunal de commerce de Paris. France Télécom fera appel de cette décision.
En mai 2004, Tele2 obtient quant à lui quinze millions d'euros de dommages et intérêts.
Le tribunal de commerce de Paris (décision du 23 février 2009) a condamné la « vente subordonnée prohibée » de France Télécom et sa filiale Orange Sports qui limitaient l’accès à la chaîne « Orange Foot » aux abonnés ADSL de France Télécom. À la suite d'un appel d’offres, celle-ci avait remporté trois des douze lots mis en jeu par la Ligue 1 de football, pour l’attribution des droits exclusifs de retransmission télévisée des saisons 2008 à 2012. France Télécom proposait donc, en option payante, la chaîne consacrée à la Ligue 1, Orange Foot, à ses seuls abonnés ADSL. Non contents de se voir ainsi privés de clients potentiels, les opérateurs Free et Neuf Cegetel ont assigné France Télécom devant le tribunal de commerce de Paris sur le fondement de la concurrence déloyale née des pratiques de vente subordonnée de France Télécom. Le tribunal a condamné France Télécom et Orange Foot à cesser cette pratique de commercialisation sous astreinte de 50 000 euros par jour, au paiement de 30 000 euros chacune pour les frais d’avocats et le tribunal retenant l’existence d’actes de concurrence déloyale, désigne un expert pour évaluer le montant du préjudice causé à Free et à Neuf Cegetel.
France Télécom a été condamnée à de multiples reprises pour entente anticoncurrentielle (256 M€ le 1er décembre 2005, 28 M€ le 28 juillet 2009 pour la période 2001-2006 dans les DOM suivi par 63 M€ pour la zone Antilles-Guyane en 2004) ;
En particulier elle a été condamnée à 20 M€ d'amende pour entrave à l'ouverture du marché de l'accès Internet par ADSL de 1999 à 2004, portée en appel à 40 M€ en janvier 2005.

### Controverses sur le respect des logiciels libres
France Télécom/Orange utilise des logiciels libres dans un grand nombre de ses équipements, dont la Livebox qui est louée à ses abonnés : elle utilise le noyau Linux, ainsi que d'autres logiciels sous GPL (v2), notamment pour ses divers pilotes. Or, la GPL impose de publier le code source de tout logiciel basé sur un logiciel sous GPL, ou réutilisant tout ou partie de son code, notamment lorsqu'il est distribué. Mais France Télécom avait refusé de publier le code source des logiciels utilisés par sa Livebox, estimant qu'il n'y avait pas distribution, le terminal Livebox étant produit et loué à l'abonné qui est tenu de le restituer en fin d'abonnement (voir section 4.3 des CGV en référence). La Livebox est dite propriété insaisissable, au même titre que les compteurs électriques ou de gaz propriétés de leurs compagnies respectives. Le client ne peut donc pas légalement modifier le terminal, sous peine d'être facturé lors de la résiliation : 200 euros pour Livebox et la « valeur à neuf » pour le boîtier TV, soit 49 euros ou (179,40 euros ?) pour les décodeurs TV IAD 80 et TV IAD 81 et 220 euros pour le décodeur TV IHD 91.
Cependant, face à cette controverse, France Télécom/Orange a mis en ligne un site web permettant de s'informer sur les différents logiciels libres présents dans les produits de la marque.